# العكد (السبرة)

تعديل مصدري - تعديل

العكد محلة تابعة لقرية سالفون، التابعة لعزلة عروان بمديرية السبرة إحدى مديريات محافظة إب في الجمهورية اليمنية.، بلغ تعداد سكانها 77 حسب تعداد اليمن لعام 2004.